# Завада (Прудницький повіт)
Завада (пол. Zawada) — село в Польщі, у гміні Ґлоґувек Прудницького повіту Опольського воєводства.
Населення — 414 осіб (2011).
У 1975-1998 роках село належало до Опольського воєводства.

## Демографія
Демографічна структура станом на 31 березня 2011 року:
|          | Загалом | Допрацездатний вік | Працездатний вік | Постпрацездатний вік |
| -------- | ------- | ------------------ | ---------------- | -------------------- |
| Чоловіки | 198     | 37                 | 144              | 17                   |
| Жінки    | 216     | 44                 | 134              | 38                   |
| Разом    | 414     | 81                 | 278              | 55                   |